# Římskokatolická farnost Benešov nad Černou
Římskokatolická farnost Benešov nad Černou je územním společenstvím římských katolíků v rámci českokrumlovského vikariátu českobudějovické diecéze.

## O farnosti
Obec byla založena ve 13. století Benešem z Michalovic. Roku 1332 byla postavena plebánie a matriky se zde vedou od roku 1631. Roku 1383 byla obec povýšena na městečko a roku 1881 na město. Kostel farnosti byl původně postaven v gotickém stylu ale roku 1630 byl přestavěn.
Roku 1899 zde bylo založeno děkanství. V průběhu 2. světové války byla farnost spravována z Lince.
| Kostel                    | Místo              | Bohoslužba       | Bohoslužba | Poznámka        |
| ------------------------- | ------------------ | ---------------- | ---------- | --------------- |
| Kostel sv. Jakuba Většího | Benešov nad Černou | každou neděli    | 10.45      | farní kostel    |
| Kostel sv. Vavřince       | Benešov nad Černou | žádné pravidelné | -          | filiální kostel |